# Любимов Олексій Борисович
Любимов Олексій Борисович — (народився 16 вересня 1944) — російський піаніст, клавесиніст, органіст, диригент, педагог. Народний артист Росії (2003)

## Біографія
В 1952—1963 роки навчався в Центральній музичній школі (клас А. Д. Артоболевської), в 1963 — 1968 — в Московській консерваторії (клас Г. Г. Нейгауза та Л. М. Наумова). В 1960 році завоював першу премію на Всеросійському конкурсі молодих піаністів. Виступав на Варшавській осіні (1964), лауреат міжнародних конкурсів в Ріо-де-Жанейро (1965) та Монреалі (1968).

### Творча діяльність
Творець і керівник ряду камерних ансамблів — «Музика — ХХ століття» (1968 — 1975), «Московський барочний квартет» (1975 — 1982), "Академія старовинної музики "(з 1982 року, разом з Т. Грінденко). Керівник Ансамблю старовинної музики Московської консерваторії (1995—1997), організатор і керівник (у 1988—1991) московського фестивалю сучасної музики «Альтернатива». В 1976—1978 роки брав участь в організації низки фестивалів авангардної музики в Ризі та Таллінн.
Ініціатор та художній керівник Фестивалю Арнольда Шенберга в Московській державній академічній філармонії (1999).
З 1991 року — художній керівник Музичного фестивалю в Санкт-Галлені (Швейцарія). Активний учасник різних міжнародних фестивалів — фестивалю І. Менухіна в Гштааді, Г. Кремера в Локенхаусі, Берлінського, Зальцбургського і багатьох інших.

### Викладацька діяльність
У 1968—1975 роки Любимов — доцент по класу камерного ансамблю Московської консерваторії. У 1997 році очолив факультет історичного і сучасного виконавського мистецтва (ФІСІІ), ініціатором створення якого був разом із Н. Гутман та Н. Кожухарем. З 1998 року — професор Університету «Моцартеум» у Зальцбурзі (клас фортепіано).